# Амаранте Лима, Режис
Режис Амаранте Лима де Куадрос (порт. Régis Amarante de Lima Quadros; 3 августа 1976, Порту-Алегри) — бразильский футболист, центральный защитник. Тренер.

## Карьера
Режис воспитанник клуба «Интернасьонал», за основной состав которого он выступал с 1996 по 1999 год, затем Режис играл в клубе «Флуминенсе» с 2000 по 2001 год. Позже Режис вернулся в «Интернасьонал», но клуб не захотел заключать с ним контракт, а потому Режис перешёл в «Сан-Паулу», где провёл 1 сезон. В 2003 году Режис, который на тот момент провёл в чемпионате Бразилии 123 матча и забил 7 голов, перешёл в российский клуб «Сатурн REN-TV», заплативший за трансфер бразильца 667,5 тыс. фунтов. Но в «Сатурне» Режис провёл только 9 матчей и был отправлен в «дубль» команды, проведя 13 игр.
По окончании сезона в России, Режис был отдан в аренду в клуб «Крузейро», затем он играл за «Бразильенсе», «Понте-Прету» и «Коритибу». Из «Коритибы» Режис перешёл на правах аренды в клуб «Виборг», который затем выкупил контракт футболиста. Затем он играл в клубах «Жувентуде», уругвайском «Дефенсор Спортинге», «Пайсанду» и «Фигейренсе».